# Mont-Blanc (departament)
Departamentul Mont-Blanc (franceză Département Mont-Blanc) a fost un departament al Franței din perioada revoluției și a primului Imperiu. 
Departamentul a fost format în urma ocupării de trupele revoluționare franceze a Ducatului Savoia din Regatul Sardiniei în 1792. Convenția Națională certifică atașarea Ducatului Savoia la Prima Republică Franceză la dat de 27 noiembrie 1792, moment din care teritoriul este organizat, asemenea teritoriilor restului Franței, sub forma unui departament. Numele departamentului este cel al masivului Mont Blanc, cel mai înalt vârf muntos din Alpi, ce domină regiunea. 
Departamentul este inițial organizat sub forma a 7 districte, 83 cantoane și 652 comune. În 1798, în urma anexării Republicii Geneva, este format departamentul Léman, în care sunt integrate și districtele Carouge, Thonon și parțial districtul Cluses. În 1800 alte cantoane sunt transferate departamentului Léman: Chamonix, Saint-Gervais, Megève, Flumet și Sallanches. Cu această ocazie sunt desființate districtele ca subdiviziune teritorială și sunt înființate arondismentele. Astfel departamentul Mont-Blanc este subdivizat în arondismentele: Chambéry, Annecy, Moûtiers și Saint-Jean-de-Maurienne.
În urma primei restaurații în 1814, Franța revine la frontierele din 1792, dar păstrează o parte din vestul Ducatului Savoiei. Departamentul Léman este suprimat, iar departamentul Mont-Blanc recuperează o parte din teritoriile pierdute în favoarea acestuia. Partea estică a ducatului revine Regatului Sardiniei, dar acesta este privat de capitala tradițională, Chambéry care rămâne sub jurisdicție franceză. După cele 100 de zile și înfrângerea definitivă a lui Napoleon la Bătălia de la Waterloo, este semnat Tratatul de la Paris prin care întregul Ducat al Savoie este retrocedat Regatului Sardiniei, astfel că departamentul Mont-Blanc este desființat.
În 1860, în urma unificării Italiei, Franța recuperează Ducatul Savoia și Comitatul Nisa drept compensare pentru ajutorul acordat trupelor italiene. Astfel mare parte a teritoriului departamentului Mont-Blanc este recuperată, fiind organizate 2 departamente, actualele departamente Savoie și Haute-Savoie.